# Oleksandr Shovkovski
Oleksandr Volodymyrovych Shovkovski (en ucraniano: Олександр Володимирович Шовковський, Kiev, 2 de enero de 1975) es un exfutbolista ucraniano que jugaba de portero y desarrolló prácticamente toda su carrera en el F. C. Dinamo de Kiev, equipo al que dirige desde diciembre de 2023.

## Carrera
Shovkovski se inició en la academia de fútbol del F. C. Dinamo de Kiev. Desde su adolescencia hasta su retiro, ha formado parte del Dínamo. Es el jugador con más presencias en la historia del club. Fue escalando desde divisiones infantiles hasta convertirse en parte de su club favorito. A principios de 1993, estuvo 6 meses en el CSKA de Kiev (actual Arsenal Kiev), donde debutaría oficialmente para después regresar a su club. En el año posterior de su debut, fue convocado para representar a la selección de Ucrania. En la mejor etapa de su carrera, fue indiscutible en el primer equipo del Dínamo, exceptuando algunos partidos perdidos por lesiones. Shovkovski es famoso por su peculiar habilidad para detener penaltis, lo que le hace popular entre la afición y los medios. Recientemente, Shovkovski fue elegido como mejor jugador de un torneo organizado en Israel en 2008, torneo que ganó el Dinamo frente a su eterno rival, el Fk Shajtar Donetsk. El partido terminó empatado y en la definición por penaltis, Shovkovski paró tres disparos.
El 13 de diciembre de 2016 anunció su retirada.

## Selección nacional
Fue internacional con la selección de fútbol de Ucrania en 92 ocasiones.
En la Copa Mundial de Fútbol de 2006 hizo historia en el partido contra Suiza, ganando Ucrania 3 a 0 desde los 11 metros, al ser el primer portero en no encajar ningún gol en la tanda de penaltis de un encuentro de la Copa Mundial. En cuartos de final serían eliminados por Italia.
El 7 de octubre de 2020, ante las bajas en portería de la selección debido a los casos de COVID-19, fue inscrito para participar en un amistoso contra Francia ante cualquier percance que pudiera sufrir el único guardameta que había disponible.

### Participaciones en Copas del Mundo
| Mundial                        | Sede     | Resultado        |
| ------------------------------ | -------- | ---------------- |
| Copa Mundial de Fútbol de 2006 | Alemania | Cuartos de final |

## Clubes

### Como jugador
| Club                 | País    | Año       |
| -------------------- | ------- | --------- |
| F. C. Dinamo de Kiev | Ucrania | 1993-2016 |
| CSKA Kiev (cedido)   | Ucrania | 1993      |

### Como entrenador
| Club                 | País    | Año           |
| -------------------- | ------- | ------------- |
| F. C. Dinamo de Kiev | Ucrania | 2023-presente |

## Estadísticas como entrenador
| Equipo                         | Div.  | Temporada | Liga  | Liga | Liga | Liga | Liga |       | Copa | Copa | Copa | Copa  |   | Internacional | Internacional | Internacional | Internacional | Internacional |   | Otros | Otros | Otros | Otros |    | Totales     | Totales | Totales | Totales | Totales | Totales | Totales | Totales |
| Equipo                         | Div.  | Temporada | Part. | G    | E    | P    | Pos. | Part. | G    | E    | P    | Part. | G | E             | P             | Pos.          | Part.         | G             | E | P     | Part. | G     | E     | P  | Rendimiento | GF      | GC      | Dif.    |         |         |         |         |
| ------------------------------ | ----- | --------- | ----- | ---- | ---- | ---- | ---- | ----- | ---- | ---- | ---- | ----- | - | ------------- | ------------- | ------------- | ------------- | ------------- | - | ----- | ----- | ----- | ----- | -- | ----------- | ------- | ------- | ------- | ------- | ------- | ------- | ------- |
| F. C. Dinamo de Kiev · Ucrania | 1.ª   | 2023-24   | 20    | 17   | 2    | 1    | 2.º  | -     | -    | -    | -    | -     | - | -             | -             | -             | -             | -             | - | -     | 20    | 17    | 2     | 1  | 88.33%      | 49      | 12      | +37     |         |         |         |         |
| F. C. Dinamo de Kiev · Ucrania | 1.ª   | 2024-25   | 30    | 20   | 10   | 0    | 1.º  | 4     | 3    | 1    | 0    | 14    | 4 | 3             | 7             | FG            | -             | -             | - | -     | 48    | 27    | 14    | 7  | 65.97%      | 87      | 46      | +41     |         |         |         |         |
| F. C. Dinamo de Kiev · Ucrania | 1.ª   | 2025-26   | 3     | 3    | 0    | 0    | -    | 0     | 0    | 0    | 0    | 4     | 2 | 0             | 2             | -             | -             | -             | - | -     | 7     | 5     | 0     | 2  | 71.43%      | 16      | 5       | +11     |         |         |         |         |
| F. C. Dinamo de Kiev · Ucrania | Total | Total     | 53    | 40   | 12   | 1    | -    | 4     | 3    | 1    | 0    | 18    | 6 | 3             | 9             | -             | -             | -             | - | -     | 75    | 49    | 16    | 10 | 72.44%      | 152     | 63      | +89     |         |         |         |         |
| 1. 2.                          |       |           |       |      |      |      |      |       |      |      |      |       |   |               |               |               |               |               |   |       |       |       |       |    |             |         |         |         |         |         |         |         |

#### Resumen por competiciones
| Competición                  | Partidos | Ganados | Empatados | Perdidos | %      | Resultado      |
| ---------------------------- | -------- | ------- | --------- | -------- | ------ | -------------- |
| Liga Premier de Ucrania      | 53       | 40      | 12        | 1        | 83.02% | Campeón        |
| Copa de Ucrania              | 4        | 3       | 1         | 0        | 83.33% | Subcampeón     |
| Liga de Campeones de la UEFA | 10       | 5       | 2         | 3        | 56.67% | Cuarta ronda   |
| Liga Europa de la UEFA       | 8        | 1       | 1         | 6        | 16.67% | Fase de grupos |
| Total                        | 75       | 49      | 16        | 10       | 72.44% | 1 título       |

## Palmarés

### Como jugador

#### Títulos nacionales
| Título                  | Club                 | País    | Año     |
| ----------------------- | -------------------- | ------- | ------- |
| Liga Premier de Ucrania | F. C. Dinamo de Kiev | Ucrania | 1993-94 |
| Liga Premier de Ucrania | F. C. Dinamo de Kiev | Ucrania | 1994-95 |
| Liga Premier de Ucrania | F. C. Dinamo de Kiev | Ucrania | 1995-96 |
| Copa de Ucrania         | F. C. Dinamo de Kiev | Ucrania | 1995-96 |
| Liga Premier de Ucrania | F. C. Dinamo de Kiev | Ucrania | 1996-97 |
| Liga Premier de Ucrania | F. C. Dinamo de Kiev | Ucrania | 1997-98 |
| Copa de Ucrania         | F. C. Dinamo de Kiev | Ucrania | 1998-99 |
| Liga Premier de Ucrania | F. C. Dinamo de Kiev | Ucrania | 1998-99 |
| Copa de Ucrania         | F. C. Dinamo de Kiev | Ucrania | 1998-99 |
| Liga Premier de Ucrania | F. C. Dinamo de Kiev | Ucrania | 1999-00 |
| Copa de Ucrania         | F. C. Dinamo de Kiev | Ucrania | 1999-00 |
| Liga Premier de Ucrania | F. C. Dinamo de Kiev | Ucrania | 2000-01 |
| Liga Premier de Ucrania | F. C. Dinamo de Kiev | Ucrania | 2002-03 |
| Copa de Ucrania         | F. C. Dinamo de Kiev | Ucrania | 2002-03 |
| Liga Premier de Ucrania | F. C. Dinamo de Kiev | Ucrania | 2003-04 |
| Supercopa de Ucrania    | F. C. Dinamo de Kiev | Ucrania | 2004    |
| Copa de Ucrania         | F. C. Dinamo de Kiev | Ucrania | 2004-05 |
| Copa de Ucrania         | F. C. Dinamo de Kiev | Ucrania | 2005-06 |
| Supercopa de Ucrania    | F. C. Dinamo de Kiev | Ucrania | 2006    |
| Liga Premier de Ucrania | F. C. Dinamo de Kiev | Ucrania | 2006-07 |
| Copa de Ucrania         | F. C. Dinamo de Kiev | Ucrania | 2006-07 |
| Supercopa de Ucrania    | F. C. Dinamo de Kiev | Ucrania | 2007    |
| Liga Premier de Ucrania | F. C. Dinamo de Kiev | Ucrania | 2008-09 |
| Supercopa de Ucrania    | F. C. Dinamo de Kiev | Ucrania | 2009    |
| Supercopa de Ucrania    | F. C. Dinamo de Kiev | Ucrania | 2011    |
| Copa de Ucrania         | F. C. Dinamo de Kiev | Ucrania | 2013-14 |
| Liga Premier de Ucrania | F. C. Dinamo de Kiev | Ucrania | 2014-15 |
| Copa de Ucrania         | F. C. Dinamo de Kiev | Ucrania | 2014-15 |
| Liga Premier de Ucrania | F. C. Dinamo de Kiev | Ucrania | 2015-16 |
| Supercopa de Ucrania    | F. C. Dinamo de Kiev | Ucrania | 2016    |

### Como entrenador

#### Títulos nacionales
| Título                  | Club                 | País    | Año     |
| ----------------------- | -------------------- | ------- | ------- |
| Liga Premier de Ucrania | F. C. Dinamo de Kiev | Ucrania | 2024-25 |